# Johann Karl Christian Fischer (Philologe)
Johann Karl Christian Fischer (* 1765 in Oels, Niederschlesien; † 8. Oktober 1816 in Meidling bei Wien) war ein deutscher Pädagoge, Philologe und Schriftsteller, der auch unter dem Pseudonym „Gustav Fredau“ veröffentlichte.

## Leben
Fischer war von 1789 bis 1797 Konrektor in Hirschberg und lebte dann als königlich preußischer Hofrat in Berlin, wo er mit dem Orientalisten und Freimaurer Ignaz Aurelius Feßler befreundet war. Zu seinem Bekanntenkreis gehörte in dieser Zeit auch Jean Paul.
Etwa 1813/14 ließ sich Fischer in Wien als Privatgelehrter nieder und war dort von 1814 bis 1815 Schriftleiter und wichtigster Mitarbeiter der von Clemens Brentano initiierten Literaturzeitschrift Friedensblätter. 
Zuletzt lebte er in Untermeidling im Haus Nr. 16, wo er am 8. Oktober 1816 an der „Auszehrung“ starb.
Fischer veröffentlichte zahlreiche Aufsätze, speziell in den Schlesischen Provinzialblättern, außerdem einige Bücher, darunter ein Werk zur Freimaurerei.

## Familie
Fischer war mit Henriette Willhelmine Fischer geb. Gräfin von Reichenbach-Goschütz (gest. 1799) verheiratet.

## Schriften (Auswahl)
- Kleine Scenen, Breslau und Leipzig: Korn 1793
- Taschenbuch für Freunde des Riesengebirges mit Kupfern und einer Charte, Hirschberg: F. W. Fuchs und Sohn 1797 (Google Books)
- Eleusinien des neunzehnten Jahrhunderts oder Resultate vereinigter Denker über Philosophie und Geschichte der Freimaurerei, 2 Bände, Berlin: Frölich 1802–1803